# Takács József (grafikus)
Takács József (Zagyvapálfalva, 1935. március 5.) grafikus. 1963-ban végezte el a Magyar Képzőművészeti Főiskolát, mesterei: Ék Sándor, Konecsni György. 1960 és 1970 között foglalkozott reklámgrafikával, később pedig a valóságból ihletet merítő, ugyanakkor azokat meglehetősen átíró, a folthatásokat kiaknázó autonóm grafikákat készít.

## Egyéni kiállítások
- 1963 • Sopron • Győr
- 1967 • Keszthely • Balassagyarmat
- 1969 • Krakkó • Hódmezővásárhely
- 1970 • Veresegyház
- 1971 • Vác • Gödöllő
- 1973 • Váci Mihály Művelődési Ház, Veresegyház
- 1983 • Váci Mihály Művelődési Központ, Veresegyház
- 1984 • Újpest Galéria, Budapest • Művelődési Ház, Baja
- 1989 • Veresegyház